# Mickey Rooney
Mickey Rooney (tên khai sinh là Joseph Yule, Jr; 23 tháng 9 năm 1920 – 06 tháng 4 năm 2014) là một diễn viên điện ảnh, truyền hình, sân khấu Broadway, phát thanh viên, và diễn viên tạp kỹ người Mỹ. Bắt đầu là một diễn viên trẻ, sự nghiệp của ông kéo dài hơn 90 năm, làm cho ông là một trong những nghệ sĩ biểu diễn lâu dài nhất trong lịch sử làng giải trí. Ông đã diễn xuất trong hơn 300 bộ phim và là một trong những ngôi sao còn sống sót cuối cùng của kỷ nguyên phim câm, có một trong những sự nghiệp dài nhất trong lịch sử truyền thông.
Ở đỉnh cao của sự nghiệp đã được đánh dấu bởi sự xuống dốc chóng và sự trở lại cuồng nghiệt, ông đã đóng vai Andy Hardy trong một loạt 15 bộ phim trong thập niên 1930 và 1940 là mẫu mực của các giá trị gia đình Mỹ. Một tài năng sung mãn, ông trở thành một diễn viên nhân vật nổi tiếng sau này trong sự nghiệp của mình, và có thể hát, nhảy, vào vai chú hề và chơi nhạc cụ khác nhau. Laurence Olivier đã từng nói ông coi Rooney là "người vĩ đại nhất trong tất cả".